# Cenopalpus oleunus
Cenopalpus oleunus är en spindeldjursart som först beskrevs av Meyer 1979.  Cenopalpus oleunus ingår i släktet Cenopalpus och familjen Tenuipalpidae. Inga underarter finns listade i Catalogue of Life.